# 道の駅ちぢみの里おぢや
道の駅ちぢみの里おぢや（みちのえき ちぢみのさとおぢや）は、新潟県小千谷市にある国道17号の道の駅である。
1994年（平成6年）4月26日に道の駅に登録された。

## 沿革
ふるさと創生事業の一環として小千谷市津山での温泉掘削事業が開始され、1990年（平成2年）、湧出に成功。これを受け、地域活性化を目指した温泉休養施設の建設が開始された。
1996年（平成8年）11月、小千谷市が管理する温泉施設を中心とし、建設省が管理する「小千谷道路情報ターミナル」など備えた施設としてオープンした。
2024年1月、能登半島地震 (2024年)の影響により温泉を汲み上げる設備が使えなくなり、以後沸かし湯での営業となった。
2025年3月31日をもって国土交通省の情報センターとトイレを除き、営業を終了した。

## 施設
- 駐車場
  - 普通車：68台
  - 大型車：12台
  - 身障者用：2台
- トイレ
  - 男：大 6器（2器）、小 14器（4器）
  - 女：17器（7器）
  - 身障者用：4器（2器）

※（）内は、24時間利用可能
- 公衆電話：1台
- インフォメーションカウンター
- 物産館「天然温泉 ちぢみの里」
- 休憩室
- レストラン
- 温泉施設「湯どころ ちぢみの里」
- 公園（冬期閉鎖）

## 休館日
- 毎週水曜日
- 年末年始

## アクセス
- 国道17号（小千谷バイパス） - 登録路線
  - 国道351号
- JR上越線 小千谷駅より南東へ徒歩約20分
- 越後交通 小千谷循環線「ちぢみの里」バス停より徒歩すぐ[6]